# Carollia subrufa
Carollia subrufa là một loài động vật có vú trong họ Dơi mũi lá, bộ Dơi. Loài này được Hahn mô tả năm 1905.